# The Fruit of Evolution: Before I Knew It, My Life Had It Made
The Fruit Evolution: Before I Knew It, My Life Had It Made (進化の実 ～知らないうちに勝ち組人生～, Shinka no mi: Shiranai uchi ni kachigumi jinsei) est une série fantastique de light novels écrite par Miku et illustrée par U35. Elle est sérialisée en ligne en janvier 2014 sur le site Web d'édition de romans générés par les utilisateurs Shōsetsuka ni narō. Elle a ensuite été acquise par Futabasha, qui publie la série depuis septembre 2014 sous leur label Monster Bunko.
Une adaptation en manga dessiné par Sorano est prépubliée via la publication numérique Web Comic Action de Futabasha depuis septembre 2017, avant d'être transféré sur le site Web de Gaugau Monster en décembre 2019. Une version française numérique est distribuée par Piccoma Europe, sous le titre Les Fruits de l'évolution — ou comment je suis devenu un winner.
Une adaptation en anime par le studio Hotline est diffusée d'octobre à décembre 2021, et une deuxième saison est diffusée depuis janvier 2023. Une version sous-titrée en français est distribuée dans les pays francophones par Crunchyroll, sous son titre international anglais, parfois traduit Le Fruit de l'évolution : Sans le savoir, j'ai obtenu une vie de gagnant.

## Synopsis
Seiichi Hiragi est un lycéen en surpoids victime de harcèlement de la part de ses camarades de classe à cause de son physique. Tout change un jour, lorsqu'un dieu transporte toute sa classe dans un monde fantastique où la magie est monnaie courante. Contrairement à ses camarades invoqués par l'empire de Kaiser, Seiichi, isolé, est téléporté vers une forêt immense où il apprend vite comment survivre. Après avoir mangé le Fruit de l'Évolution, non seulement il gagne un corps de prince charmant, mais le succès lui sourit.

## Personnages
- Seiichi Hiiragi (柊誠一, Hīragi Seiichi?) : Un garçon au grand cœur, sans arrêt harcelé pour son corps gros et peu attrayant. Après avoir été accidentellement transporté dans un autre monde par un dieu mystérieux, il mange 10 fruits qui améliorent son corps et lui donnent une apparence plus conventionnellement séduisante. Il peut apprendre à utiliser ses nouveaux sorts et capacités en les observant simplement ou en faisant des recherches à leur sujet dans des livres. En atteignant la ville de Terbert, il trouve un emploi comme aventurier à la guilde locale ; et après avoir aidé à défendre Tilburt contre une armée de monstres, il devient professeur à l'Académie magique de Barbador.

Voix japonaise : Hiro Shimono
- Saria (サリア?) : Une fille monstre appartenant à l'espèce des gorilles empereurs. Elle tombe amoureuse de Seiichi après avoir été témoin de sa force au combat. Tout comme Seiichi, elle mange des fruits de l'évolution qui lui confèrent une apparence humaine. Elle acquiert plus tard la capacité de basculer entre ses formes humaine et simiesque à volonté. En apprenant qu'Altoria est tombée amoureuse de Seiichi, Saria a l'idée que Seiichi prenne à la fois Saria et Artoria comme épouses. En raison de son énorme force, elle n'a pas besoin d'armes et utilise plutôt ses poings.

Voix japonaise : Kana Hanazawa, Tetsu Inada (forme gorille)
- Altoria Glemm (アルトリア・グレム, Arutoria Guremu?) : Un membre vétéran de la guilde des aventuriers locaux de Tillburt. Altoria est née avec moins de 2 millions de chance, faisant d'elle un désastre[pas clair] et a été appelée la Calamité; elle a donc travaillé en solo en tant qu'aventurière et a chassé tous ses amis pour les protéger. Seiichi lui offre une bague magique qui fait doubler sa chance à 4 millions positifs, ignorant qu'il l'a mise sur un doigt d'alliance; elle décide de commencer comme sa petite amie. Au combat, elle manie la grande hache à deux mains, qui peut augmenter sa puissance d'attaque 4 fois. Auparavant, elle pouvait canaliser sa malchance pour augmenter sa condition physique, entrant dans un état appelé "Calamité Berserker". Cependant, on ne sait pas si elle peut encore utiliser "Calamité Berserker" maintenant que sa malchance a été annulée. Après avoir reçu une formation supplémentaire des Valkyries, elle apprend à utiliser la magie de la glace.

Voix japonaise : Marina Inoue
- Lulune (ルルネ, Rurune?) : Une ânesse que Seiichi a accidentellement transformée en humaine en la nourrissant des fruits de l'évolution lors d'une course. Elle a un énorme appétit et mangera d'énormes quantités de nourriture. C'est une pro des coups de pied foudroyant.

Voix japonaise : Rimi Nishimoto
- Origa Calmeria (オリガ・カルメリア, Origa Karumeria?) : Une fille chat capturée par l'empire Kaiser et forcée de travailler comme assassin. Elle tente d'assassiner le roi Ranze de Wimburg avant d'être capturée par Seiichi, qui la libère de l'esclavage et l'adopte comme petite sœur. En tant que membre du peuple des chats noirs, elle est rapide comme l'éclair et d'une agilité surhumaine; de par ses compétences d'assassin, elle manie le kunai mieux que quiconque.

Voix japonaise : Yurika Kubo
- Karen Kannazuki (神無月華蓮, Kannazuki Karen?) : La présidente du conseil étudiant du lycée de Seiichi. Elle est l'une des rares personnes à ne pas l'avoir taquiné pour son apparence. Avec la plupart de ses camarades de classe, elle est recrutée pour devenir soldat de l'empire Kaiser, mais elle reste inquiète pour la sécurité de Seiichi. Après avoir été transférée à l'Académie magique de Barbador, elle est déçue d'apprendre que ses grands exploits dans sa formation l'ont rendue impopulaire auprès de ses camarades.

Voix japonaise : Yoshino Nanjō
- Louise Balze (ルイエス・バルゼ, Ruiesu Baruze?) : Connue sous le nom de "Chevalier des épées", Louise est le chef des Valkyries, l'unité militaire la plus prestigieuse de Wimburg. Depuis son enfance, elle est une prodige du combat à l'épée et, malgré sa faible aptitude à la magie, elle est devenue capitaine des Valkyries à un jeune âge. En rencontrant Seiichi, elle le défie à une séance d'entraînement, qu'il remporte. Impressionnée par ses compétences, elle lui propose de devenir son apprenti, ce qu'il accepte à contrecœur. Elle est également la sœur de Florio Balze, le chef de la division magique de Wimburg. Elle brandit une arme magique appelée "la rapière du dieu de l'eau", qu'elle peut utiliser pour canaliser sa magie de l'eau pour effectuer des attaques tranchantes.

Voix japonaise : Yōko Hikasa
- Guscle Clute (ガッスル・クルート, Gassuru Kurūto?) : Guscle est le maître de la guilde de Telbert. Il adore porter des slips boomerang. Il a une grosse voix et un gros corps, et c'est un vrai casse-tête, c'est aussi un masochiste et il ne cherche pas à le cacher. Sa marque de fabrique est sa posture musclée.

Voix japonaise : Tetsu Inada
- Eris McClain (エリス・マクレーヌ, Erisu Makurēnu?) : Eris travaille comme réceptionniste dans la guilde des aventuriers Telbert. Elle était aussi une ancienne aventurière de classe S. Elle porte généralement des vêtements de réceptionniste lorsqu'elle effectue un travail lié à la guilde, et lorsqu'elle montre son côté sadique, elle a un fouet et un masque noirs tout en portant une combinaison moulante vierge.

Voix japonaise : Yūka Nishio
- Monsieur Mouton (羊さん, Hitsuji-san?) : un être mi-homme, mi-bélier. Il surveille le parcours de Seiichi dans la forêt de Saria; mais c'est un être décontracté au point de négliger son boulot pour s'amuser.

Voix japonaise : Satomi Arai
- Airi Seto (世渡愛梨, Seto Airi?) : Une étudiante japonaise qui a également été téléportée à l'empire Kaiser, aux côtés de Karen.
- Xeanos, le Noble des Ténèbres (黒貴族ゼアノス, Ankoku Kizoku Zeanōsu?) : Un monstre squelette mort-vivant de la classe "Maître des Ténèbres". Il était autrefois un noble humain amoureux de sa servante Marie, jusqu'à ce qu'il soit trahi par son propre empereur et contraint de fuir vers la forêt de Saria. À la mort de Marie, il perdit son humanité et forma un cachot où il put passer l'éternité seul avec le cadavre de son amour. Il est tué par Seiichi, mais son âme est libérée de sa malédiction et il est autorisé à retrouver Marie dans l'au-delà.
- Destra (デストラ, Desutora?) : Membre du Culte du Diable et Général du Dieu Démon " la Mort". Contrairement à son apparence innocente, sa force et sa cruauté sont les meilleures parmi les quatre rois célestes. Un garçon mystérieux qui travaille pour la résurrection du dieu démon, mais qui semble simplement s'amuser. De nombreux aspects de ses capacités demeurent inconnus, comme la capacité de flétrir les plantes par sa simple proximité. En fait, il semble y avoir une raison particulière pour laquelle il essaie de faire revivre le dieu démon, mais nul ne le sait. Il montre un vif intérêt pour l'existence de Seiichi.

Voix japonaise : Miyuki Sawashiro

## Médias

### Light novel
La série de romans, écrite par Miku, a commencé la sérialisation en ligne en janvier 2014 sur le site Web d'édition de romans générés par les utilisateurs Shōsetsuka ni Narō. Il a ensuite été acquis par Futabasha, qui l'a publié sous forme de light novel avec des illustrations de U35 en quinze volumes de septembre 2014 à décembre 2022 sous leur label Monster Bunko.

### Manga
Une adaptation manga dessinée par Sorano est prépubliée via la publication numérique Web Comic Action de Futabasha depuis septembre 2017, avant d'être transférée sur le site Web Gaugau Monster en décembre 2019. Huit volumes tankōbon sont sortis en septembre 2022.

### Anime
Une adaptation en anime est annoncée le 28 janvier 2021. La série est animée par Hotline, avec Yoshiaki Okumura dirigeant la série, Gigaemon Ichikawa supervisant les scripts, Minami Eda concevant les personnages et Hifumi, Inc. composant la musique de la série. Feel et Children's Playground Entertainment ont produit la série. La première saison est diffusée du 5 octobre au 21 décembre 2021 sur TV Tokyo, BS-TV Tokyo et AT-X. Yoshino Nanjō a interprété le thème d'ouverture Evolution:, tandis que Poppin'Party a interprété le thème de fin Moonlight Walk. Crunchyroll a autorisé la série en dehors de l'Asie.
Le 1er avril 2022, une deuxième saison de la série est annoncée. Celle-ci est dirigée par Shige Fukase, avec Yoshiaki Okumura en tant que directeur en chef, Iroha Mizuki et Nobuhide Hayashi concevant les personnages, et Hiroyasu Yano, Alisa Okehazama et Yūki Saitō composant la musique. Elle est diffusée depuis le 14 janvier 2023. Le thème d'ouverture est Evolution de Nano, tandis que le thème de fin est "Adore Me" d'Erii Yamazaki.

#### Saison 1
| No | Titre français                                   | Titre japonais                 | Titre japonais                   | Date de 1re diffusion |
| No | Titre français                                   | Kanji                          | Rōmaji                           | Date de 1re diffusion |
| --- | ------------------------------------------------ | ------------------------------ | -------------------------------- | --------------------- |
| 1 | Sans le vouloir, j'ai obtenu une vie de gagnant! | 知らないうちに異世界人生!      | Shiranai Uchi ni Isekai Jinsei!  | 5 octobre 2021        |
| L'adolescent japonais Seiichi Hiiragi endure une vie difficile au lycée en raison de son apparence peu attrayante. Soudain, toute sa classe reçoit un message d'un Dieu mystérieux, qui téléporte soudainement Seiichi et ses camarades de classe dans un autre monde. Seiichi est séparé de ses camarades de classe et émerge dans une forêt, où il est forcé d'apprendre à survivre seul pendant 5 mois. À cette époque, il tombe sur des fruits mystérieux qui améliorent son corps et lui donnent une apparence plus attrayante de manière conventionnelle. Après avoir acquis suffisamment d'expérience dans le combat, la chasse et l'utilisation de la magie, Seiichi est attaqué par Saria, une femelle monstre ressemblant à un gorille qui est tombée amoureuse de lui après avoir été témoin de sa force au combat. Seiichi survit à une bataille avec Saria, la convainquant de prendre Seiichi comme compagne. |                                                  |                                |                                  |                       |
| 2 | L'évolution finale ! La jolie fille nue          | 最終進化！裸の美女             | Saishū Shinka! Hadaka no Bijo    | 12 octobre 2021       |
| Seiichi devient de plus en plus mal à l'aise près de Saria et tente de s'échapper en entrant dans une grotte dont elle l'avait précédemment averti. Malheureusement, Seiichi est attaqué par le seul habitant de la grotte, le Seigneur des Ténèbres Xeanos, et Saria le sauve; mais elle est grièvement blessée. Enragé, Seiichi tue Xeanos au combat, le libérant par inadvertance de sa malédiction de mort-vivant et lui permettant de partir dans l'au-delà. Seiichi et Saria subissent leurs évolutions finales, Seiichi obtenant plus de pouvoir magique et Saria devenant humaine. Ils apprennent également l'histoire tragique de Xeanos et reçoivent la visite de M. Mouton, l'administrateur du donjon de Xeanos. M. Mouton offre à Seiichi et Saria des fonds de voyage et un kit qui pourrait les aider à récolter plus de fruits de l'évolution. Après avoir quitté la forêt, Seiichi et Saria décident de voyager ensemble. Pendant ce temps, les camarades de classe de Seiichi ont été déclarés héros par le roi et ont commencé à s'entraîner. Cependant, certains étudiants ne sont pas satisfaits des séances d'entraînement et veulent voir de vrais combats, au grand dam de Karen Kannazuki, l'une des rares personnes de la classe à se soucier véritablement de Seiichi. |                                                  |                                |                                  |                       |
| 3 | Altoria la Calamité                              | 災厄のアルトリア               | Saiyaku no Arutoria              | 19 octobre 2021       |
| Seiichi et Saria atteignent Terbert, la capitale royale de Wimburg, dans l'espoir de rejoindre la guilde des aventuriers locaux et d'obtenir des cartes d'identité officielles. Bien que Seiichi soit énervé par les fétiches des membres, il devient toujours membre pour lui-même et Saria. Pour devenir membres officiels, ils doivent entreprendre des travaux mineurs supervisés par une aventurière vétéran, Altoria Glemm. Alors que Saria s'occupe de quelques enfants dans une église, Seiichi est chargée d'aider à la démolition d'un bâtiment local et de promener le chien d'une noble. Une fois leurs tâches terminées, Seiichi et Saria sont officiellement accueillis dans la guilde. |                                                  |                                |                                  |                       |
| 4 | Le dédale du sombre Roi-dragon                   | 黒龍神の迷宮                   | Koku Ryūshin no Meikyū           | 26 octobre 2021       |
| Seiichi et Saria poursuivent leurs tests sous la supervision d'Altoria, jusqu'à ce que Seiichi rencontre un trio de démons installant des portails de téléportation menant au donjon habité par le dieu dragon noir. Le lendemain, alors que Seiichi et Saria commencent leur test final, ils sont téléportés (aux côtés d'Altoria) dans le donjon, qui contient un immense labyrinthe. Altoria marche sur une pierre qui provoque un immense mur qui la sépare de Seiichi et Saria, la forçant à trouver un moyen de les récupérer. Elle atteint la partie la plus basse du donjon, où elle affronte le dieu dragon noir, qui la tue presque jusqu'à ce que Seiichi et Saria arrivent juste à temps pour la sauver. |                                                  |                                |                                  |                       |
| 5 | Une calamité d'épouse                            | 災厄の花嫁                     | Saiyaku no Hanayome              | 2 novembre 2021       |
| Seiichi tue le dieu dragon noir et acquiert le pouvoir de la magie spatiale, qu'il utilise pour ramener ses amis à la guilde. Altoria est choquée que Seiichi risque sa vie pour la sauver et se sent coupable de l'avoir mis en danger. Elle lui raconte comment elle est devenue connue sous le nom de "Calamité": elle est née avec 2 millions de points de malchance, ce qui l'a amenée à porter malheur à tous ceux qu'elle rencontrait. Heureusement, Seiichi lui donne une bague spéciale qu'il a trouvée au donjon. Bien que l'anneau annule sa malédiction, Altoria pense que Seiichi vient de lui proposer un mariage et elle s'enfuit dans l'embarras. Pendant ce temps, la nouvelle de la mort du dieu dragon noir parvient aux chefs restants de l'armée du roi démon, les faisant craindre que quelqu'un tente de relancer la guerre entre les humains et les démons. |                                                  |                                |                                  |                       |
| 6 | L'amour qui criait au cœur d'un autre monde      | 異世界の中心で愛を叫ぶ         | Isekai no Chūshin de Ai o Sakebu | 9 novembre 2021       |
| Suivant les conseils de Guscle et Eris, Seiichi se rend à la bibliothèque royale de Terbert, espérant trouver des informations sur ses camarades de classe. Lorsque cela échoue, il tente de lire des livres sur la magie et augmente accidentellement son pouvoir magique. Il se rend plus tard dans un café voisin pour un repas et entame une conversation avec le directeur Noard et un client connu simplement sous le nom de Ranze. Il admet qu'il se sent coupable d'avoir mis Altoria dans une position inconfortable, alors Noard et Ranze lui conseillent d'être honnête avec Artoria et de régler les choses avec elle. Pendant ce temps, Altoria se fait conseiller par son amie Adriana d'admettre ses sentiments pour Seiichi. Après une nouvelle rencontre, Altoria admet qu'elle est amoureuse de Seiichi, même s'il est déjà amoureux de Saria, qui accepte de partager Seiichi avec Altoria, une décision qui a été approuvée à l'unanimité par leurs amis. |                                                  |                                |                                  |                       |
| 7 | Lulune arrive au galop                           | ルルネ登場！                   | Rurune Tōjō!                     | 16 novembre 2021      |
| Seiichi est devenu un aventurier de rang A et, sur les conseils de Guscle, décide d'acheter un cheval. Dans les écuries, il trouve une ânesse capricieuse nommée Lulune et accepte de l'acheter. Après avoir acheté de la nourriture pour Lulune, Seiichi trouve une jeune artiste nommée May, qui discute avec son amie Clay de la participation au concours d'art royal, célébré un mois après la course royale. May ne sait pas si elle doit participer au tournoi, alors Seiichi propose un accord : s'il gagne à la course royale, May participera au concours d'art. Elle accepte, mais le jour de la compétition, Lulune se sent malade de ne pas avoir pris un bon petit déjeuner avant la course. Heureusement, Seiichi la nourrit de certains de ses fruits d'évolution, lui permettant de remporter la première place. Après la course, cependant, Lulune évolue vers une forme humaine, grâce aux fruits de l'évolution que Seiichi lui avait donnés. |                                                  |                                |                                  |                       |
| 8 | La beauté des Walkyries                          | 剣聖の戦乙女ワルキューレの美女 | Warukyūre no Bijo                | 23 novembre 2021      |
| En tant que vainqueur de la course royale, Seiichi est emmené à Archel, le château royal de Wimburg, où il rencontre Louise Balze, capitaine des Walkyries de Wimburg. Elle défie Seiichi à un match d'entraînement pour tester ses compétences. Il remporte le match et elle se déclare être son apprentie. Soudain, le roi de Wimburg est attaqué par un assassin et les Walkyries interviennent pour l'intercepter. Seiichi utilise sa magie pour découvrir que l'assassin n'est qu'un enfant. Pendant ce temps, les camarades de classe de Seiichi sont transférés à l'Académie magique de Barbador et le conseil d'administration de la nation démoniaque, dirigé par Lutia, la fille du roi démon, accepte de négocier la paix avec Wimburg, à la grande frustration du conseiller de Lutia, Kreis, qui pousse à la guerre contre les humains. |                                                  |                                |                                  |                       |
| 9 | Origa, la chatte noire                           | 黒猫のオリガ                   | Kuro Neko no Origa               | 30 novembre 2021      |
| Seiichi intercepte l'assassin sur le terrain d'entraînement du château et la capture facilement. Il identifie l'assassin comme étant Origa Calmeria et la laisse être interrogée par les Valkyries. Cependant, le roi est toujours dans un état critique en raison de la malédiction d'Origa et Seiichi ne peut sauver sa vie qu'en créant son propre sort de guérison. Il découvre également que le roi est Ranze, l'homme qui l'a conseillé plus tôt sur la façon de résoudre ses problèmes romantiques avec Altoria. En récompense, Ranze permet à Seiichi d'utiliser le château pour pratiquer ses compétences de combat et de magie. Pendant ce temps, Zakia, le vieux soldat qui a encadré les camarades de classe de Seiichi au combat, remet en question la décision de l'empereur kaiser de les envoyer à l'Académie magique de Barbador et est horrifié d'apprendre qu'Helio, un mage travaillant pour l'empereur, a placé des bracelets sur les étudiants pour les empêcher de devenir une menace pour le royaume. Soudain, un assassin tente de tuer le roi, forçant Zakia à le poursuivre. |                                                  |                                |                                  |                       |
| 10 | L'empire Kaiser se rapproche                     | 忍び寄るカイゼル帝国           | Shinobiyoru Kaizeru Teikoku      | 7 décembre 2021       |
| Seiichi et Louise regardent l'interrogatoire d'Origa aux mains de Lorna, l'une des Valkyries de Louise. Ils arrêtent l'interrogatoire lorsqu'ils découvrent qu'Origa porte un collier d'esclave qui l'oblige à obéir aux ordres de l'empire Kaiser et Seiichi est capable de la libérer du collier en créant son propre sort de libération. Louise est obligée d'enquêter sur l'activité des monstres près des frontières de Wimburg mais demande à Seiichi de s'occuper de Ranze en son absence. Pendant ce temps, Zakia affronte l'homme qui a tenté d'assassiner l'empereur Kaiser, un archer connu sous le nom de Shien. Dégoûté par la mort de la femme démon qu'il aimait, Shien voulait se venger de l'empire Kaiser pour sa discrimination impitoyable contre les démons. Shien s'échappe et Zakia est obligé de réévaluer sa loyauté envers l'empire. |                                                  |                                |                                  |                       |
| 11 | Les monstres contre la guilde folle              | 魔物VSイカしたギルド           | Mamono Bāsasu Ikashita Girudo    | 14 décembre 2021      |
| Archel reçoit la visite de Barnabus, un sorcier légendaire qui a servi de mentor à Ranze. Il informe Ranze des étudiants qui ont récemment été transférés dans son école, la Barbador Magical Academy, ce qui fait que Seiichi se rend compte que ces nouveaux étudiants sont ses camarades de classe du Japon. Soudain, un soldat informe Ranze qu'une armée de monstres a lancé une attaque contre Terbert. Louise et ses Valkyries se sont associées à une armée dirigée par le Black Paladin, le meilleur soldat de Wimburg, pour combattre des monstres aux frontières de Wimburg, les laissant incapables d'aider à la défense de Tillburt. Les soldats restants de Wimburg et la guilde des aventuriers locaux unissent leurs forces pour défendre Tillburt et réussissent à tenir la ligne contre la première vague de monstres. Malheureusement, des renforts pour l'armée de monstres arrivent, laissant les défenseurs sans aucun moyen de s'échapper. |                                                  |                                |                                  |                       |
| 12 | Quoi ? C'est déjà le dernier épisode ?           | 知らないうちに最終回！？       | Shiranai Uchi ni Saishūkai!?     | 21 décembre 2021      |
| Seiichi crée un sort offensif appelé "Jugement" qui anéantit l'armée ennemie, tout en laissant les défenseurs de Terbert indemnes. Impressionné par le talent de Seiichi, Barnabus le félicite d'avoir sauvé la ville et lui propose un poste d'enseignant à Barbador, auquel Seiichi accepte à condition d'attendre que Louise et ses Valkyries reviennent à Terbert pour assurer la sécurité de Ranze. Une fois que Louise revient à Tillburt, Seiichi et ses amis partent pour Barbador, mais promettent de revenir. Pendant ce temps, Kreis est déçu d'apprendre que l'armée de monstres n'a pas réussi à détruire Terbert. Cet échec lui vaut la colère du Roi Démon, qui espérait utiliser les émotions négatives déchaînées par la destruction de la ville pour se ressusciter. Cependant, le roi démon ne considère son échec que comme un revers temporaire et jure de trouver un autre moyen de retrouver son pouvoir. |                                                  |                                |                                  |                       |

#### Saison 2
| No | Titre français                              | Titre japonais                 | Titre japonais                 | Date de 1re diffusion |
| No | Titre français                              | Kanji                          | Rōmaji                         | Date de 1re diffusion |
| --- | ------------------------------------------- | ------------------------------ | ------------------------------ | --------------------- |
| 1 | Bienvenue à Barbador, l’académie de magie ! | ようこそ！バーバドル魔法学園へ | Yōkoso! Bābadoru mahō gakuen e | 14 janvier 2023       |
| Le groupe de Seiichi arrive à l'Académie magique de Barbador. Malgré un rappel à l'ordre de la part de Béatrice Roegner, prof principale de la classe F, Barnabus leur offre leurs postes respectifs : Seiichi devient le nouveau professeur principal de la classe F, aidé par Origa, désormais son assistante; Altoria devient prof au sein d'une autre classe, et Saria et Lulune rejoignent respectivement la classe F et la classe A en tant qu'élèves. Toutefois, l'accueil auquel Seiichi a droit de la part des élèves déjà présents sur son lieu d'enseignement est plutôt menaçant. Pendant ce temps, Kreis a l'intention d'attaquer Barbador via les camarades de classe de Seiichi réduits en esclavage; le désespoir récolté permettant de ressusciter son maître. Mais Angrea, la Princesse du Meurtre, et Demioros, le Fossoyeur de l'Enfer, le neutralisent et se mettent en route vers l'académie, voulant la détruire eux-mêmes. |                                             |                                |                                |                       |
| 2 | C'est dur, d'être prof !                    | 教師はつらいよ                 | Kyōshi wa tsurai yo            | 21 janvier 2023       |
| Dès son entrée, Seiichi est pris de haut par Agnos Passion, le loubard de la classe F; mais heureusement, même ce dernier respecte et accepte l'autorité de Béatrice, peu importe la douleur de ses coups de calepin sur la banane. Le nouveau prof se rend compte que la classe F ne compte que quatre élèves déjà présents : en plus d'Agnos, il y a Brood Lev Kaiser, le second prince de l'empire de Kaiser; Baird Lutra, un jeune homme taciturne et coiffé d'un masque d'ours, communiquant via un carnet de croquis; et Hélène Rosa, la première de la classe plutôt blasée. Tous les quatre sont surnommés "la Classe des Ratés" à cause de leur incapacité à utiliser la magie. Après un contrôle auquel trois d'entre eux ont une excellente note, Seiichi les invite sur le terrain d'entraînement pour tester leurs capacités physiques. Avant qu'il n'arrive, Théobold Terra Kaiser, élève de la classe S, le frère aîné de Brood, se moque d'eux, au côté de trois camarades de classe; puis, voyant Saria, il lui réclame sa main en mariage d'amour. Toutefois, Saria lui met un vent monumental en lui avouant qu'elle a déjà épousé Seiichi, ce qui fait rire le reste de la classe F. Théobold décide de les laisser tout en les prévenant qu'ils vont être mis minables au tournoi de Barbador. Une fois Seiichi arrivé, Hélène, armé de deux dagues, se porte première volontaire et attaque le jeune prof avec haine. |                                             |                                |                                |                       |
| 3 | Seiichi contre la classe F                  | 誠一 VS. Fクラス               | Seiichi VS. F kurasu           | 28 janvier 2023       |
| 4 | Retrouvailles, Karen Kannazuki              | 再会、神無月華蓮               | Saikai, kan'nadzuki karen      | 4 février 2023        |
| 5 | L'attaque des apôtres                       | 使徒、来襲                     | Shito, raishū                  | 11 février 2023       |
| 6 | Duel décisif à l'académie Barbador          | 決戦！バーバドル魔法学園       | Kessen! Bābadōru Mahō Gakuen   | 18 février 2023       |
| 7 | Seiichi meurt                               | 誠一、死す                     | Seiichi, Shisu                 | 25 février 2023       |
| 8 | Les quatre généraux arrivent                | 忍び寄る四天王                 | Shinobiyoru Shiten'nō          | 4 mars 2023           |
| 9 | Genpal, le Reflet du mal                    | 鏡変のゲンペル                 | Kagamihen no Genperu           | 11 mars 2023          |
| 10 | Vitor l'Écho                                | 共鳴のヴィトール               | Kyōmei no Vitōru               | 18 mars 2023          |
| 11 | Destra le Faucheur ultime                   | 絶死のデストラ                 | Zesshi no Desutora             | 25 mars 2023          |
| 12 | Le vrai Fruit de l'évolution                | 真・進化の実                   | Shin・Shinka no Mi             | 1er avril 2023        |